# Dębiany, Kętrzyński
Dębiany [dɛmˈbjanɨ] (Dombehnen của Đức) là một ngôi làng thuộc khu hành chính của Gmina Barciany, thuộc huyện Kętrzyński, Zachodniopomorskie, ở phía bắc Ba Lan, gần biên giới với Kaliningrad Oblast của Nga. Nó nằm khoảng 5 kilômét (3 mi) phía đông nam của Barciany, 12 km (7 mi) phía bắc Kętrzyn và 73 km (45 mi) về phía đông bắc của thủ đô khu vực Olsztyn.
Trước năm 1945, khu vực này là một phần của Đức (Đông Phổ).
Làng có dân số 80 người.